# Tarf
Tarf (β Cancri, Beta Cnc, β Cnc) je nejjasnější hvězda zvěrokruhového souhvězdí Raka. Má zdánlivou vizuální hvězdnou velikost +3,5m a absolutní hvězdnou velikost -1,2m. Na základě měření paralaxy během mise Hipparcos je Beta Cancri od Slunce vzdálena přibližně 290 světelných let.
Hvězda nesla tradiční jméno Al Tarf, což lze z arabštiny přeložit jako „konec“ nebo „okraj“. Pracovní skupina WGSN při Mezinárodní astronomické unii schválila v roce 2018 jméno Tarf jako oficiální název hvězdy Beta Cancri.
Beta Cancri má průvodce a společně jsou označeny jako WDS J08165+0911. 29" od hlavní hvězdy se nachází červený trpaslík 14. hvězdné velikosti, jeho oběžná doba je okolo 76 000 let. Jako primární hvězda nese Beta Cancri označení WDS J08165+0911A (Tarf). Je to obr spektrální třídy K4 o poloměru kolem 48 poloměrů Slunce, vzdálený asi 300 světelných let. Průvodce má označení WDS J08165+0911B.
V roce 2014 byl předložen důkaz o existenci planety obíhající kolem Beta Cancri. Exoplaneta s označením Beta Cancri b má minimální hmotnost 7,8 Jupiterů a oběžnou dobu 605 dní.